# ERBuilder Data Modeler
El modelador de datos ERBuilder es un software de modelado de bases de datos creado por la empresa SoftBuilder, su primera versión fue lanzada en octubre de 2017. Es una herramienta visual para el modelado de bases de datos y la generación de secuencias de comandos DDL utilizando un enfoque de asociación de entidades (en inglés, “entity-Relations”, abreviado como ER).
Permite a los desarrolladores de bases de datos crear modelos de datos utilizando diagramas entidad-relación (ERD para abreviar) para Oracle, Microsoft SQL Server, bases de datos PostgreSQL, MySQL, SQLite, Firebird, Microsoft Azure SQL Database, Amazon Redshift y Amazon RDS.
El modelador de datos ERBuilder también permite la generación de modelos a partir de una base de datos (Ingeniería inversa), la generación de una base de datos a partir de un modelo (Pro-ingeniería), la comparación de dos modelos y / o bases de datos, generación de documentación HTML navegable, etc.

## Características[4][5]
- Modelado de datos visuales
- Pro-ingeniería / Ingeniería inversa
- Generación de script SQL / DDL a partir de un modelo de datos
- Conexiones seguras SSL (PostgreSQL y MySQL)
- Documentación del modelo de datos
- Imprimir y exportar el modelo de datos
- Generando inserciones de datos
- Generar modelos HTML (interfaz gráfica a partir de un modelo de datos)
- Comparación entre dos modelos de datos, modelo de datos y base de datos o dos bases de datos

## Bases de datos compatibles[3]
- Oracle
- Microsoft SQL Server
- PostgreSQL
- MySQL
- SQLite
- Firebird
- Microsoft Azure SQL Database
- Amazon Redshift
- Amazon RDS